# Brice Tirabassi
Brice Tirabassi (15 de junio de 1977) es un piloto de rally que ha ganado el Campeonato Mundial de Rally Junior en 2003 y el Campeonato de Francia S1600 en 2002.

## Resultados

### Campeonato Mundial de Rally
| Año  | Equipo                  | Vehículo                   | 1       | 2       | 3      | 4       | 5       | 6      | 7       | Posición | Puntos |
| ---- | ----------------------- | -------------------------- | ------- | ------- | ------ | ------- | ------- | ------ | ------- | -------- | ------ |
| 1999 | Privado                 | Peugeot 106                | FRA Ret |         |        |         |         |        |         | -        | 0      |
| 2000 | Privado                 | Peugeot 306                | MON 29  |         |        |         |         |        |         | -        | 0      |
| 2000 | Privado                 | Peugeot 106                |         | ESP Ret |        |         |         |        |         | -        | 0      |
| 2001 | Privado                 | Citroën Saxo               | FRA Ret |         |        |         |         |        |         | -        | 0      |
| 2002 | Privado                 | Mitsubishi Lancer Evo VI   | FIN Ret |         |        |         |         |        |         | -        | 0      |
| 2003 | Privado                 | Renault Clio S1600         | MON 17  | TUR Ret | GRE 17 | FIN 20  | ITA Ret | ESP 17 | GBR Ret | -        | 0      |
| 2004 | Privado                 | Mitsubishi Lancer Evo VIII | GER Ret |         |        |         |         |        |         | -        | 0      |
| 2005 | Privado                 | Subaru Impreza WRX         | NZL 23  | CHI 12  | TUR 26 | ARG Ret |         |        |         | -        | 0      |
| 2006 | Privado                 | Citroën C2                 | ESP 30  |         |        |         |         |        |         | -        | 0      |
| 2006 | Privado                 | Citroën C2 S1600           |         | FRA 14  | ITA 27 | GER Ret |         |        |         | -        | 0      |
| 2007 | Privado                 | Peugeot 207 S2000          | FRA 12  |         |        |         |         |        |         | -        | 0      |
| 2008 | Subaru World Rally Team | Subaru Impreza WRC         | ESP 10  | FRA Ret |        |         |         |        |         | -        | 0      |